# Parasite (manga)
Pour les articles homonymes, voir Parasite.
Parasite (寄生獣, Kiseijū, litt. « bêtes parasites ») est une série japonaise de mangas écrit et dessiné par Hitoshi Iwaaki. Il est prépublié entre novembre 1988 et décembre 1994 dans les magazines Morning Open Shūkan puis Afternoon de l'éditeur Kōdansha, et est compilé en un total de dix volumes. La version française est éditée en intégralité par Glénat entre novembre 2002 et août 2004.
Une série télévisée d'animation produite par Madhouse est diffusée entre octobre 2014 et mars 2015 sous le titre Parasite - La maxime (寄生獣 セイの格率, Kisei-jū Sei no kakuritsu), et deux films live sortent respectivement en novembre 2014 et en avril 2015. Dans les pays francophones, la série est diffusée en simulcast par Crunchyroll et est également éditée en DVD et Blu-ray par Black Box. La série est aussi parue sur Netflix depuis avril 2018. Une série dérivée intitulée Parasite Reversi (寄生獣リバーシ, Kisei-jū ribāshi), scénarisée et dessinée par Moare Ohta, est prépubliée dans le magazine Comic Days de Kōdansha entre mars 2018 et mai 2021. Une série live-action, intitulée Parasyte: The Grey (coréen : 기생수: 더 그레이) est annoncée en sortie mondiale sur Netflix le 5 avril 2024.
En 1993, Parasyte a reçu le 17e prix du manga Kodansha pour la catégorie générale ainsi que le 27e Prix Seiun du meilleur manga en 1996. En août 2022, le manga avait plus de 25 millions d'exemplaires en circulation, ce qui classe l'œuvre parmi les séries de mangas les plus vendues.

## Synopsis
Une nuit, des sphères de la taille de balles de tennis, contenant des créatures à l'apparence de serpents, tombent en nombre inconnu partout dans le monde. Ils sont programmés pour prendre la place des cerveaux humains. Un de ceux-ci s'attaque à un jeune homme, Shinichi, durant son sommeil, en essayant de s'introduire par son oreille mais ne peut l'atteindre, ce dernier ayant gardé ses écouteurs pour la nuit. Réveillé en sursaut alors que le parasite tente de s'introduire par son nez, il essaye de se défendre mais finit par se faire perforer la main droite. Le lycéen prend alors ses écouteurs et les enroule autour de son bras, empêchant le parasite de grimper jusqu'au cerveau. Ne pouvant quitter son bras, ce dernier fusionne finalement avec sa main droite. Pendant ce temps, d'autres parasites, ayant réussi à prendre possession du cerveau de leur hôte, commencent à se nourrir d'êtres humains, tandis que la créature et Shinichi sont forcés de cohabiter.

## Personnages

### Personnages principaux
Shin'ichi Izumi (泉・新一, Izumi Shin'ichi)
Voix japonaise : Nobunaga Shimazaki, voix française : Marc Wilhelm
Héros humain de la série, c'est un lycéen japonais de 16 ans. C'est un garçon assez grand et fin, aux cheveux bruns courts et aux yeux noirs. Au début du manga, c'est un jeune homme souvent pensif, avec un caractère timide et chaleureux. Après son infection par le Parasite Migi, il essaye de trouver un moyen de cohabiter avec lui. Cependant, il est considéré comme un danger par les autres Parasites car il a gardé son cerveau d'humain. Mais Shin'ichi se tient à distance de la police et des services spéciaux, avec la peur de se faire disséquer par les autres humains qui risquent de vouloir en savoir plus sur les Parasites. Il est obligé de combattre d'autres Parasites, avec l'aide de Migi. Si au départ, sa main droite agit seule pour se défendre, elle lui demande de plus en plus son aide pour tuer les hôtes.
Après l'incident avec sa mère, l'apparence de Shin'ichi change ; il devient plus musclé, retire ses lunettes car il n'en a plus besoin et arbore une large cicatrice sur le torse. Sa personnalité se modifie aussi, il apparaît beaucoup plus distant, et se surprend parfois à penser comme un Parasite. Son lien avec Migi se renforce, et il devient même capable de combattre seul des Parasites. Il a gagné en force, rapidité et résistance, pouvant même sauter de plusieurs étages sans fournir le moindre effort. Il en vient à se demander s'il est encore humain, car il devient incapable de ressentir des émotions.
Migi (ミギー, Migī)
Voix japonaise : Aya Hirano, voix française : Sandra Vandroux
C'est le Parasite de la main droite de Shin'ichi. Il l'a nommé ainsi, son nom venant du mot japonais pour la main droite (右手, migite). Contrairement aux autres Parasites, il ne ressent pas le besoin de se nourrir d'êtres humains. Même s'il se montre souvent préoccupé par Shin'ichi, il prétend que c'est pour se garder en vie. Il apparaît souvent sous la forme d'un œil et d'une bouche pour communiquer avec son hôte. Comme tous les autres Parasites, il ne présente aucune émotion, et est en plus très cynique vis-à-vis de Shin'ichi. Il réfléchit très vite et c'est souvent lui qui s'occupe de la stratégie lors de combats. Il peut se transformer en diverses armes et objets, permettant ainsi à Shin'ichi de combattre. On peut le voir prendre par exemple la forme d'une épée ou de petites faux.
La symbiose Shin'ichi/Migi
Migi pense au départ avoir échoué car il n'a pas colonisé le cerveau de Shin'ichi. Il apprend rapidement le japonais grâce aux livres de son hôte, et en se renseignant sur Internet pendant le sommeil du lycéen. Shin'ichi blague même en disant que sa main droite est plus instruite que son cerveau. Après que Migi l'a sauvé de la mort en remplaçant son cœur, Shin'ichi devient plus fort et résistant, il peut par exemple courir aussi vite qu'une voiture. Le Parasite lui explique que c'est parce que 30 % de ses cellules sont passées dans son corps d'humain. Cela confère au jeune homme de nouvelles capacités, comme entendre, voir et percevoir les choses beaucoup mieux que la plupart de ses congénères. Leur personnalité change également, Migi devenant plus humain, se surprenant à éprouver de la compassion, et Shin'ichi devenant plus froid envers les autres humains. Migi peut également détacher des parties de son corps, et bouger indépendamment, même si cela amoindrit sa force. Par ailleurs, il ne peut garder cette forme que quatre minutes comme il l'expliqua au réveil de Shin'Ichi, celui-ci découvrant Migi ayant quitté son bras droit. Migi lui annonça qu'il ne pouvait quitter son corps que quatre minutes sans quoi il mourrait. Il est également obligé de dormir quatre heures par jour, car son métabolisme a été modifié après avoir sauvé Shin'ichi. Bien qu'avant, il dormait déjà beaucoup, il a été dit qu'il pouvait se réveiller dès lors qu'il sentait un parasite, que Shin'ichi ait un problème ou de lui-même. Le fait que Migi et Shin'ichi soient deux entités séparées leur donne un net avantage lors de la plupart des combats.

### Humains
Satomi Murano (村野 里美, Murano Satomi)
Voix japonaise : Kana Hanazawa, voix française : Delphine Saroli
Camarade de classe de Shin'ichi et aussi sa meilleure amie. Satomi et Shin'ichi développent au fur et à mesure de l'histoire une relation amoureuse mais Shin'ichi qui ne veut ni qu'il lui arrive malheur, ni qu'elle découvre sa vraie nature, la repoussera peu à peu. Elle ne connait pas l’existence de Migi et trouve les changements d'attitude de son ami étranges, c'est pourquoi elle lui demandera plusieurs fois : « Tu es bien Shin'ichi Izumi, n'est-ce pas ? », en référence à leur première rencontre.
Kana Kimishima (君嶋 加奈, Kimishima Kana)
Voix japonaise : Miyuki Sawashiro, voix française : Justine Hostekint
Kana est une jeune fille désobéissante et petite amie de Mitsuo, délinquant. Elle tombera petit à petit amoureuse de Shin'ichi car elle sent quelque chose de « différent » chez lui, mais elle verra Shin'ichi sortir avec Satomi Murano, ce qui la découragera quelque peu. Kana a un pouvoir qui lui permet de sentir les Parasites, ce qui lui fera penser qu'elle a un lien particulier avec Shin'ichi. Malheureusement, elle ne peut pas faire la différence entre celui-ci et les autres Parasites, ce qui la mettra souvent en situation de danger. Au fur et à mesure, son pouvoir s'accroît et elle finit par émettre un signal que les Parasites utilisent pour se reconnaître et se rencontrer. Un jour, pendant qu'elle utilisait ce pouvoir pour suivre le signal de Shin'ichi, elle tombe face à face avec un Parasite en plein repas. Cette erreur lui coûtera la vie, le Parasite l'ayant tuée d'un coup dans le cœur avant d'être à son tour tué par Shin'ichi.
Yuko Tachikawa (立川 裕子, Tachikawa Yūko)
Voix japonaise : Kiyono Yasuno, voix française : Amandine Longeac
Suzuki Akiho (鈴木 アキホ, Akiho Suzuki)
Voix japonaise : Rena Maeda, voix française : Sophie Tavert
Uragami (浦上)
Voix japonaise : Hiroyuki Yoshino, voix française : Michaël Maïnö
Kazuyuki Izumi (泉 一之, Izumi Kazuyuki)
Voix japonaise : Masaki Aizawa, voix française : Franck Adrien
Nobuko Izumi (泉 信子, Izumi Nobuko)
Voix japonaise : Chieko Sasai, voix française : Dany Benedito
Kazuki Nagai (長井 和輝, Nagai Kazuki)
Voix japonaise : Shinya Hamazoe
Mitsuo (光夫)
Voix japonaise : KENN, voix française : Pascal Gimenez
Makiko Hayase (早瀬 真樹子, Hayase Makiko)
Voix japonaise : Yū Serizawa, voix française : Sophie Tavert
Mamoru Uda (宇田 守, Uda Mamoru)
Voix japonaise : Takuma Suzuki, voix française : Laurent Pasquier
Shiro Kuramori (倉森 志郎, Kuramori Shirō)
Voix japonaise : Issei Futamata, voix française : Laurent Pasquier
Takeshi Hirokawa (広川 剛志, Hirokawa Takeshi)
Voix japonaise : Yū Mizushima, voix française : Hyppolite Audouy
Hirama (平間)
Voix japonaise : Takuma Suzuki, voix française : Jean-Marc Galéra
Yamagishi (山岸)
Voix japonaise : Rikiya Koyama, voix française : Franck Adrien
Mitsuyo (美津代)
Voix japonaise : Seiko Fujiki, voix française : Dominique Chenet

### Parasites
Les Parasites sont les antagonistes principaux de la série. Ce sont des créatures parasites extraterrestres mystérieuses parvenues sur Terre et contaminant les êtres vivants, notamment les humains, en prenant le contrôle de leur système nerveux.
Leur physiologie, une fois l’hôte parasité, peut être comparée à celle de « muscles pensants » : ils sont effectivement capables de changer leur apparence à volonté et leur intelligence est proche de celle humaine, bien qu'ils semblent témoigner de capacités d'apprentissage supérieures. Ce sont des cannibales au sens strict du terme, ne se nourrissant de préférence que d'individus de la même espèce que celle qu'ils ont contaminée (les parasites humains se nourrissent d'humains, les chiens consomment des chiens…). Les parasites ont un contrôle psychomoteur aigu et sont capables de pousser leur corps jusqu'à ses limites.
Ils n'éprouvent que les émotions les plus primaires (peur, colère, et quelquefois amour) et leur logique est extrêmement utilitariste (toutes leurs décisions n'ont pour objectif que leur survie), mais sont néanmoins dotés d'une personnalité. Ils sont capables de se repérer par un signal qu'ils émettent et peuvent détecter dans un rayon de 300 mètres. Ce signal leur permet de se distinguer entre eux et d'exprimer leurs émotions, notamment celui de l'hostilité. Bien qu'ils soient égoïstes et de nature solitaire, ils peuvent témoigner d'une grande solidarité, notamment pour la survie de leur espèce. Plusieurs parasites peuvent cohabiter dans un même corps. Un parasite peut dans de très rares cas ne pas réussir à avoir atteint le système nerveux de leur hôte ; cela entraîne alors une liaison singulière entre l'hôte et le parasite.
Leur origine est inconnue et eux-mêmes ne savent pas ce qu'ils sont ni d'où ils viennent. Ils sont dépourvus de corps physique et ne peuvent survivre qu'en s'introduisant dans le corps d'un hôte. Des théories écologistes ont été formulées pour expliquer leur apparition : l'humain ne respectant pas la biosphère terrestre, les parasites sont venus sur Terre pour exterminer l'être humain (l'humain est le « poison » et le parasite est l'« antidote »).
Reiko Tamura (田村 玲子, Tamura Reiko)
Voix japonaise : Atsuko Tanaka, voix française : Emmanuelle Lambrey
Mr. B (B)
Voix japonaise : Tōru Nara, voix française : Julien Dutel
Mr. A (A, Ē)
Voix japonaise : Makoto Yasumura, voix française : Pascal Gimenez
Hideo Shimada (島田 秀雄, Shimada Hideo)
Voix japonaise : Akira Ishida, voix française : Michaël Maïnö
Gotou (後藤, Gotō)
Voix japonaise : Kazuhiko Inoue, voix française : Julien Dutel
Miki (三木)
Voix japonaise : Daisuke Namikawa, voix française : Jean-Marc Galéra
Kusano (草野)
Voix japonaise : Takaya Aoyagi, voix française : Pascal Gimenez

## Manga

### Publication
Parasite est originellement prépublié au Japon dans le Morning Open Zōkan à partir de 1988 et transféré après quelques chapitres dans le Monthly Afternoon en 1990. La série est publiée par Kōdansha en un total de 10 volumes reliés sortis entre juillet 1990 et mars 1995. Une réédition deluxe au format kanzenban est publiée en huit tomes sortis entre janvier et juin 2003,. Une troisième édition est publiée en dix tomes sortis entre août et octobre 2014,.
La série est publiée en version française par Glénat en dix volumes sortis entre novembre 2002 et août 2004. L'éditeur publie une « Édition originale » en huit volumes format « seinen » à partir de février 2020. En Amérique du Nord, la série est distribuée par Tokyopop en douze volumes et publiée dans le magazine Mixxzine. Les droits de diffusion de la série sont ensuite rachetés par Del Rey Manga qui sort la série sous son format « kanzenban » en huit volumes. Kodansha Comics réimprime la série entre 2011 et 2012.
Une série dérivée intitulée Parasite Reversi (寄生獣リバーシ, Kisei-jū ribāshi), scénarisée et dessinée par Moare Ohta, est prépubliée dans le magazine Comic Days de Kōdansha du 2 mars 2018 jusqu'en mai 2021. La série comporte un total de huit tomes.

### Neo Parasite
Un projet d'œuvres en hommage à Parasite intitulé Neo Parasite (ネオ寄生獣, Neo Kiseijū) débute sa prépublication dans le Monthly Afternoon le 25 septembre 2014. Les auteurs en sont Akira Hiramoto, Yukari Takinami, Yasushi Nirasawa, Hiroki Endo, Riichi Ueshiba,, Ryōji Minagawa, Takatoshi Kumakura, Peach-Pit, Hiro Mashima, Moare Ohta, Takayuki Takeya et Moto Hagio. Un volume relié regroupant l'ensemble de ces œuvres est commercialisé le 23 mars 2015. Le volume est publié par Glénat en février 2020 à l'occasion de la sortie de son « Édition originale ».

### Liste des volumes

#### Parasite
| no | Japonais         | Japonais      | Français         | Français          |
| no | Date de sortie   | ISBN          | Date de sortie   | ISBN              |
| --- | ---------------- | ------------- | ---------------- | ----------------- |
| 1 | 20 juillet 1990  | 4-06-314026-1 | 16 novembre 2002 | 978-2-7234-4143-8 |
| Liste des chapitres : - Chapitre 1 : Invasion (侵入, Shinnyū) - Chapitre 2 : Le monstre (野獣, Yajū) - Chapitre 3 : Contact (接触, Sesshoku) - Chapitre 4 : Envie de meurtre (殺気, Sakki) - Chapitre 5 : Envie d'apprendre (勉強好き, Benkyō Suki) - Chapitre 6 : Tamiya Yoko (田宮良子, Tamiya Ryōko) - Chapitre 7 : Raid (襲撃, Shūgeki) |                  |               |                  |                   |
| 2 | 18 janvier 1991  | 4-06-314029-6 | 19 mars 2003     | 978-2-7234-4179-7 |
| Liste des chapitres : - Chapitre 8 : Espèce (種（しゅ）, Shu) - Chapitre 9 : La mère (母親, Hahaoya) - Chapitre 10 : La différence (こだわり, Kodawari) - Chapitre 11 : Séparation (別れ, Wakare) - Chapitre 12 : Le cœur percé (胸の穴, Mune no Ana) - Chapitre 13 : Sans verser une larme (出ない涙, Denai Namida) - Chapitre 14 : Compagnons (仲間, Nakama) |                  |               |                  |                   |
| 3 | 18 juillet 1991  | 4-06-314036-9 | 9 mai 2003       | 978-2-7234-4179-7 |
| Liste des chapitres : - Chapitre 15 : 30% en moins (消えた30%, Kieta 30%) - Chapitre 16 : La fin du voyage (旅の終わり, Tabi no Owari) - Chapitre 17 : Transfiguration (変貌, Henbō) - Chapitre 18 : Humanité (人間, Ningen) - Chapitre 19 : Shimada Hideo (島田秀雄, Shimada Hideo) - Chapitre 20 : Prémices (兆し, Kizashi) |                  |               |                  |                   |
| 4 | 20 janvier 1992  | 4-06-314040-7 | 13 juillet 2003  | 978-2-7234-4245-9 |
| Liste des chapitres : - Chapitre 21 : Observations (観察, Kansatsu) - Chapitre 22 : Fissures (亀裂, Kiretsu) - Chapitre 23 : Confusion et massacre (混乱と殺戮, Konran to Satsuriku) - Chapitre 24 : Le coup final (一撃, Ichigeki) - Chapitre 25 : L'ondée (波紋, Hamon) - Chapitre 26 : Une fille rêvait (少女の夢, Shōjo no Yume) |                  |               |                  |                   |
| 5 | 19 août 1992     | 4-06-314045-8 | 25 octobre 2003  | 978-2-7234-4382-1 |
| Liste des chapitres : - Chapitre 27 : Exercice (演習, Enshū) - Chapitre 28 : Les jours heureux (平和な日, Heiwana Hi) - Chapitre 29 : Kana (加奈, Kana) - Chapitre 30 : Le super pouvoir (超能力, Chōnōryoku) - Chapitre 31 : Larmes de sang (赤い涙, Akai Namida) - Chapitre 32 : Tamura Reiko (田村玲子, Tamura Reiko) - Guest comic : Secrétaire parasite |                  |               |                  |                   |
| 6 | 19 janvier 1993  | 4-06-314054-7 | 25 novembre 2003 | 978-2-7234-4389-0 |
| Liste des chapitres : - Chapitre 33 : Le témoin (目撃者, Mokugeki-sha) - Chapitre 34 : De fer et de verre (鉄とガラス, Tetsu to Garasu) - Chapitre 35 : Problème d'anthroponymie (名前に無頓着, Namae ni Mutonjaku) - Chapitre 36 : Vieux démons (悪魔の面影, Akuma no Omokage) - Chapitre 37 : La cantine (食堂, Shokudō) - Chapitre 38 : Hostilités (敵対, Tekitai) |                  |               |                  |                   |
| 7 | 20 juillet 1993  | 4-06-314064-4 | 5 février 2004   | 978-2-7234-4502-3 |
| Liste des chapitres : - Chapitre 39 : Les assassins (刺客, Shikaku) - Chapitre 40 : Tour de contrôle (司令塔, Shireitō) - Chapitre 41 : L'être parfait (完全体, Kanzentai) - Chapitre 42 : Famille réduite, première partie (小さな家族 (1), Chiisana Kazoku (1)) - Chapitre 43 : Famille réduite, seconde partie (小さな家族 (2), Chiisana Kazoku (2)) - Chapitre 44 : Impatiemment (性急に, Seikyū ni) - Chapitre 45 : Risque calculé (冷血の戦い, Reiketsu no Tatakai) |                  |               |                  |                   |
| 8 | 16 février 1994  | 4-06-314076-8 | 7 avril 2004     | 978-2-7234-4503-0 |
| Liste des chapitres : - Chapitre 46 : Les parcs d'à côté (となり町の公園, Tonarimachi no Kōen) - Chapitre 47 : Avoir un enfant (人の子の親, Hitonoko no Oya) - Chapitre 48 : Le retour (ただいま, Tadaima) - Chapitre 49 : Entrevue (お見合い実験, Omiai Jikken) - Chapitre 50 : Tranchant (凶器, Kyōki) - Chapitre 51 : Le chemin (針路, Shinro) |                  |               |                  |                   |
| 9 | 11 novembre 1994 | 4-06-314095-4 | 3 juin 2004      | 978-2-7234-4504-7 |
| Liste des chapitres : - Chapitre 52 : Encadrement (包囲, Hōi) - Chapitre 53 : Ouverture des hostilités (口火, Kuchibi) - Chapitre 54 : Opression (制圧, Seiatsu) - Chapitre 55 : Parasites (寄生獣, Kiseijū) - Chapitre 56 : Des têtes vont tomber (首, Kubi) - Chapitre 57 : Héroïques (ヒーロー, Hīrō) - Chapitre 58 : Migy (ミギー, Migī) |                  |               |                  |                   |
| 10 | 15 mars 1995     | 4-06-314107-1 | 19 août 2004     | 978-2-7234-4505-4 |
| Liste des chapitres : - Chapitre 59 : La veille (老婆, Rōba) - Chapitre 60 : Préparatifs (覚悟, Kakugo) - Chapitre 61 : Grotesque (異形, Igyō) - Chapitre 62 : Au petit matin (朝, Asa) - Chapitre 63 : Retour à la normale (日常の中へ, Nichijō no Naka e) - Chapitre 64 : Pour toi (きみ, Kimi) - Appendice |                  |               |                  |                   |

#### Parasite Reversi
| no | Japonais          | Japonais          | Français           | Français          |
| no | Date de sortie    | ISBN              | Date de sortie     | ISBN              |
| -- | ----------------- | ----------------- | ------------------ | ----------------- |
| 1  | 8 août 2018       | 978-4-06-512428-4 | 5 mai 2021         | 978-2-344-04758-3 |
| 2  | 13 février 2019   | 978-4-06-514541-8 | 1er septembre 2021 | 978-2-344-04761-3 |
| 3  | 11 septembre 2019 | 978-4-06-516973-5 | 10 novembre 2021   | 978-2-344-04762-0 |
| 4  | 12 février 2020   | 978-4-06-518541-4 | 16 février 2022    | 978-2-344-04917-4 |
| 5  | 8 juillet 2020    | 978-4-06-520121-3 | 18 mai 2022        | 978-2-344-04918-1 |
| 6  | 9 décembre 2020   | 978-4-06-521729-0 | 24 août 2022       | 978-2-344-04919-8 |
| 7  | 12 mai 2021       | 978-4-06-523223-1 | 16 novembre 2022   | 978-2-344-05412-3 |
| 8  | 14 juillet 2021   | 978-4-06-524051-9 | 15 février 2023    | 978-2-344-05668-4 |

## Anime

Logo de la version japonaise de lanime.

L'adaptation en série télévisée d'animation est annoncée en novembre 2013. Elle est produite par le studio Madhouse avec une réalisation de Kenichi Shimizu, un scénario de Shoji Yonemura et des compositions de Ken Arai. Celle-ci est diffusée depuis le 8 octobre 2014 sur NTV sous le titre Parasite - La maxime (寄生獣 セイの格率, Kisei-jū Sei no kakuritsu). Le générique d'ouverture est Let Me Hear de Fear, and Loathing in Las Vegas et celui de fin It's the Right Time de Daichi Miura.
En dehors du Japon, la série est diffusée en simulcast par Crunchyroll et par Animax Asia en Asie du Sud-Est et Asie du Sud,,. La série est éditée en DVD et Blu-ray par Black Box dans les pays francophones et licenciée en Amérique du Nord par Sentai Filmworks, version diffusée dans le programme Toonami d'Adult Swim entre le 3 octobre 2015 et le 9 avril 2016. La série est mise en ligne sur Netflix début avril 2018.

### Liste des épisodes
Le titre des vingt premiers épisodes reprend celui d'une œuvre culturelle le plus souvent littéraire.
| No | Titre de l’épisode en français | Titre original de l’épisode                      | Date de 1re diffusion |
| -- | ------------------------------ | ------------------------------------------------ | --------------------- |
| 1  | La Métamorphose                | 変身 Henshin                                     | 8 octobre 2014        |
| 2  | Le Diable au corps             | 肉体の悪魔 Nikutai no Akuma                      | 15 octobre 2014       |
| 3  | Le banquet                     | 饗宴 Kyōen                                       | 22 octobre 2014       |
| 4  | Cheveux emmêlés                | みだれ髪 Midaregami                              | 29 octobre 2014       |
| 5  | L'Étranger                     | 異邦人 Ihōjin                                    | 5 novembre 2014       |
| 6  | Le soleil se lève aussi        | 日はまた昇る Hi wa Mata Noboru                   | 12 novembre 2014      |
| 7  | Errances dans la nuit          | 暗夜行路 An'ya Kōro                              | 19 novembre 2014      |
| 8  | Point de congélation           | 氷点 Hyōten                                      | 26 novembre 2014      |
| 9  | Par-delà bien et mal           | 善悪の彼岸 Zen'aku no Higan                      | 26 novembre 2014      |
| 10 | L'Univers en folie             | 発狂した宇宙 Hakkyō-shita Uchū                   | 3 décembre 2014       |
| 11 | L'Oiseau bleu                  | 青い鳥 Aoi Tori                                  | 10 décembre 2014      |
| 12 | Le pauvre cœur des hommes      | こころ Kokoro                                    | 24 décembre 2014      |
| 13 | Bonjour tristesse              | 悲しみよこんにちは Kanashimi yo Konnichi wa      | 7 janvier 2015        |
| 14 | Le Gène égoïste                | 利己的な遺伝子 Rikotekina Idenshi                | 14 janvier 2015       |
| 15 | La Foire des ténèbres          | 何かが道をやってくる Nanika ga michi o yattekuru | 21 janvier 2015       |
| 16 | Une Famille heureuse           | 幸福な家庭 Kōfuku na Katei                       | 28 janvier 2015       |
| 17 | Le Détective agonisant         | 瀕死の探偵 Hinshi no Tantei                      | 4 février 2015        |
| 18 | Les Plus qu'humains            | 人間以上 Ningen ijō                              | 11 février 2015       |
| 19 | De sang-froid                  | 冷血 Reiketsu                                    | 18 février 2015       |
| 20 | Crime et Châtiment             | 罪と罰 Tsumi to Batsu                            | 25 février 2015       |
| 21 | Le Sexe et le sacré            | 性と聖 Sei to Sei                                | 4 mars 2015           |
| 22 | Le Calme et l'Éveil            | 静と醒 Sei to Sei                                | 11 mars 2015          |
| 23 | La Vie et la Promesse          | 生と誓 Sei to Sei                                | 18 mars 2015          |
| 24 | Parasite                       | 寄生獣 Kiseijū                                   | 25 mars 2015          |

## Films
En 1999, Don Murphy annonce un projet d'adaptation en un film live en images de synthèse en collaboration avec The Jim Henson Company,. En 2005, Takashi Shimizu est annoncé comme réalisateur pour une adaptation par New Line Cinema, mais le contrat expire début 2013 sans que le projet n'aboutisse.
En novembre 2013, la production de deux films live est annoncée. Produits par Tōhō et réalisés par Takashi Yamazaki, le premier est sorti le 29 novembre 2014 et le second le 25 avril 2015.

### Distribution
- Shota Sometani : Shinichi Izumi
- Eri Fukatsu : Ryoko Tamiya
- Sadao Abe : Migi
- Ai Hashimoto : Satomi Murano
- Masahiro Higashide : Hideo Shimada
- Mansaku Ikeuchi : Mr. A
- Shuji Okui : Chef du restaurant chinois
- Takashi Yamanaka : Tsuji (辻?)
- Hideto Iwai : Kusano
- Nao Ōmori : Shiro Kuramori
- Kimiko Yo : Nobuko Izumi
- Kōsuke Toyohara : Yamagishi
- Kazuki Kitamura : Takeshi Hirokawa
- Jun Kunimura : Hirama
- Tadanobu Asano : Goto

## Sérielive-action
Une adaptation en série sud-coréenne intitulée Parasyte: The Grey est un spin-off, produit pour Netflix, est réalisée par Yeon Sang-ho avec Jeon So-nee, Koo Kyo-hwan et Lee Jung-hyun dans les rôles principaux,. Sa sortie mondiale sur la plateforme de vidéo à la demande date du 5 avril 2024. La saison 1 comporte 6 épisodes.

## Accueil
Parasite reçoit le 17e Prix du manga Kōdansha en 1993 dans la catégorie générale. Il remporte également le 27e Prix Seiun du meilleur manga de l'année en 1996. En août 2022, le manga avait plus de 25 millions d'exemplaires en circulation.
La série a été saluée et recommandée par le professeur et critique littéraire de l'Université Waseda Norihiro Kato, et par le philosophe Shunsuke Tsurumi. Le ministère chinois de la Culture a répertorié Parasite parmi les 38 titres d'anime et de manga interdits en Chine.

### Documentation
- Paul Gravett (dir.), « De 1990 à 1999 : Parasite », dans Les 1001 BD qu'il faut avoir lues dans sa vie, Flammarion, 2012 (ISBN 2081277735), p. 552.